# 高雄市立瑞祥高級中學

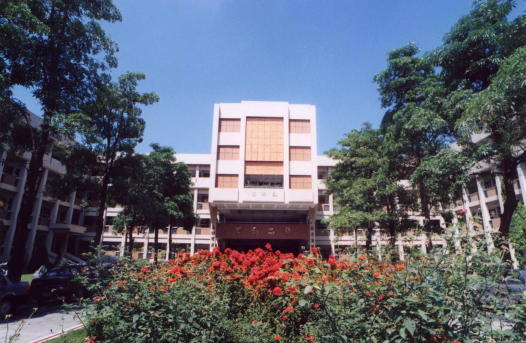
瑞祥中學中庭（舊）

高雄市立瑞祥高級中學（英語：Kaohsiung Municipal Rueisiang High School），簡稱瑞祥中學、祥中，位於中華民國高雄市前鎮區班超路（斜對面是瑞祥國民小學），是高雄市第一所改制為完全中學的學校。

## 校史
- 1982年8月：成立籌備處。
- 1983年7月：高雄市立瑞祥國民中學正式設校。
- 1990年7月：運動場落成，並正式啟用PU跑道。
- 1994年7月：增設高中部，改制為高雄市立瑞祥中學。
- 2000年：改名為高雄市立瑞祥高級中學。
- 2020年：與美國箴言高中簽訂雙聯學制，就讀國際專班並參加雙聯學制的學生，修畢學分將可同時取得瑞祥與箴言兩所高中的畢業證書。
- 2021年：經教育部核准，於高中部設立雙語實驗班。

## 歷任校長
| 任別 | 姓名   | 任期           | 備註 |
| ---- | ------ | -------------- | ---- |
| 1    | 趙連出 | 1983年～2004年 |      |
| 2    | 吳澤民 | 2004年～2011年 |      |
| 3    | 林香吟 | 2011年～2018年 |      |
| 4    | 莊訓當 | 2018年－迄今   |      |

## 外部連結
- 瑞祥高中全球資訊網 （页面存档备份，存于）